# Sainte-Barbe (Vosges)
Pour les articles homonymes, voir Sainte-Barbe.
Sainte-Barbe est une commune française située dans le département des Vosges en région Grand Est.
Ses habitants sont appelés les Barbutiens.

## Géographie

### Localisation
Sainte-Barbe est une commune du département des Vosges, située sur les contreforts du massif des Vosges. Elle s'étend sur 30,4 km2, en grande partie couverts de forêts.
Le village se situe à 350 m d'altitude et le point culminant de la commune est à 476 m. 48° 22′ 36″ N, 6° 44′ 59″ E

### Géologie et relief
La commune se compose de 41,57 hectares de territoires artificialisés (1,38 %), 335,28 hectares de territoires agricoles (11,10 %) et 2 643,88 hectares de forêts et milieux semi-naturels (87,52 %).
C'est sur la commune de Sainte-Barbe qu'est située la source de la Belvitte (un affluent de la Mortagne). 
Espaces naturels :
- Quatre zones naturelles d'intérêt écologique, faunistique et floristique (Znieff) :

Massif vosgien,
Ruisseau du pré Guérin à Ménil-sur-Belvitte et Sainte-Barbe,
Belvitte à Sainte-Barbe,
Ruisseau de la Moncelle et affluents à Sainte-Barbe, Lachapelle et Deneuvre.
| Deneuvre Meurthe-et-Moselle | Lachapelle Meurthe-et-Moselle | Thiaville-sur-Meurthe Meurthe-et-Moselle |
| Ménil-sur-Belvitte          | Saint-Barbe                   | Raon-l'Étape                             |
| Brû                         | Saint-Benoît-la-Chipotte      | Étival-Clairefontaine                    |

### Hydrographie et les eaux souterraines
Hydrogéologie et climatologie : Système d’information pour la gestion des eaux souterraines du bassin Rhin-Meuse :
Territoire communal : Occupation du sol (Corinne Land Cover); Cours d'eau (BD Carthage),
Géologie : Carte géologique; Coupes géologiques et techniques,
 Hydrogéologie : Masses d'eau souterraine; BD Lisa; Cartes piézométriques.
La commune est située dans le bassin versant du Rhin au sein du bassin Rhin-Meuse. Elle est drainée par le ruisseau de Belvitte, le ruisseau des Grands Fins, Grand Faing de Laneuveville, le ruisseau de Moncelle, le ruisseau de Ste-Barbe, le ruisseau de St-Pierre, le ruisseau des Etangs Coltat, le ruisseau du Large Foin, le ruisseau du Pre au Bois, le ruisseau du Pre Guerin, le ruisseau du Refuge et le ruisseau le Grand Faing de la Neuveville,.
Le Belvitte, d'une longueur totale de 19 km, prend sa source dans la commune  et se jette dans la Mortagne à Magnières, après avoir traversé neuf communes.

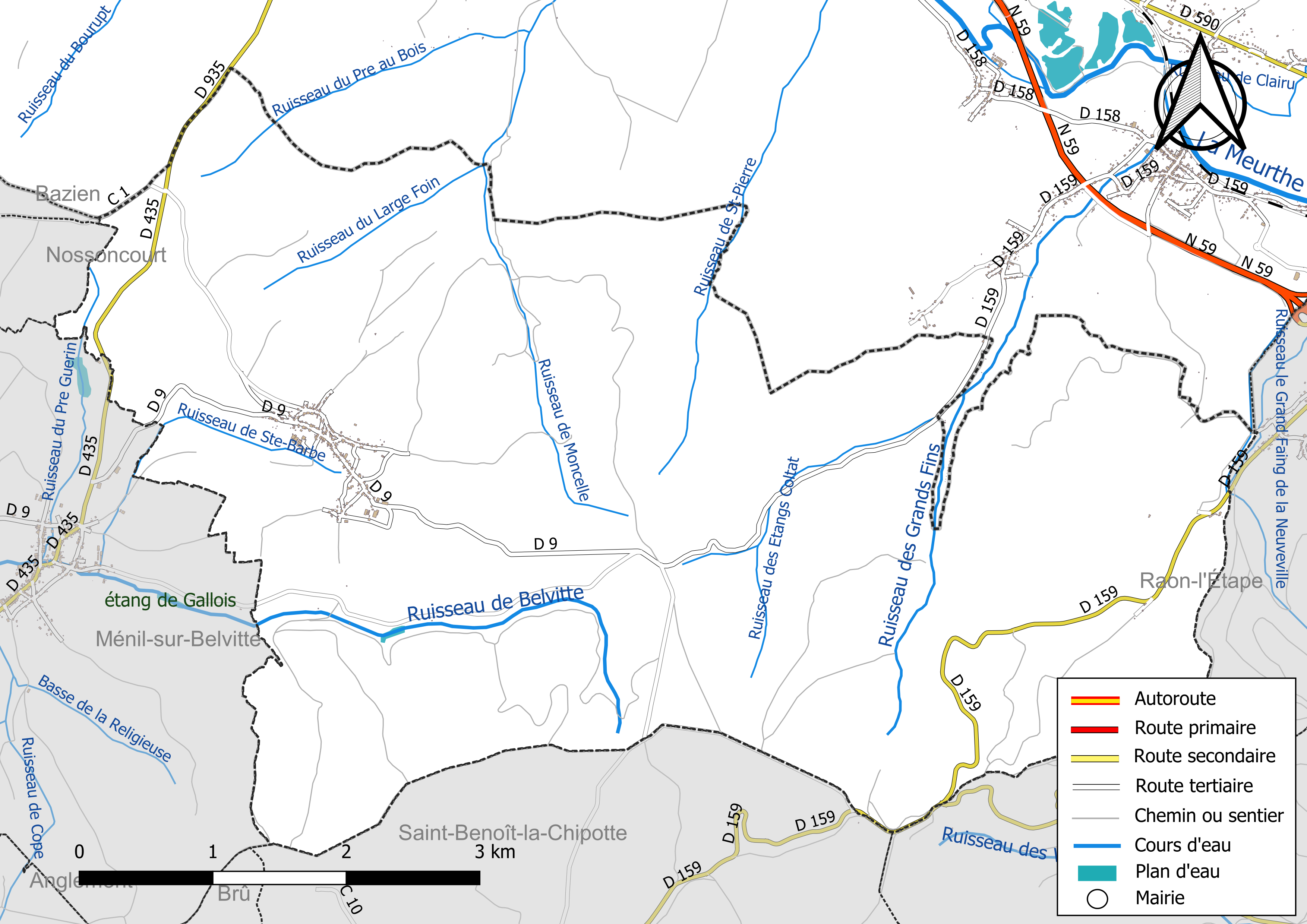
Réseaux hydrographique et routier de Sainte-Barbe.

La qualité des eaux de baignade et des cours d’eau peut être consultée sur un site dédié géré par les agences de l’eau et l’Agence française pour la biodiversité.

### Climat
Pour des articles plus généraux, voir Climat du Grand Est et Climat des Vosges.
En 2010, le climat de la commune est de type climat de montagne, selon une étude du Centre national de la recherche scientifique s'appuyant sur une série de données couvrant la période 1971-2000. En 2020, Météo-France publie une typologie des climats de la France métropolitaine dans laquelle la commune est exposée à un climat semi-continental et est dans la région climatique  Vosges, caractérisée par une pluviométrie très élevée (1 500 à 2 000 mm/an) en toutes saisons et un hiver rude (moins de 1 °C). 
Pour la période 1971-2000, la température annuelle moyenne est de 9,6 °C, avec une amplitude thermique annuelle de 17 °C. Le cumul annuel moyen de précipitations est de 957 mm, avec 12,7 jours de précipitations en janvier et 10,1 jours en juillet. Pour la période 1991-2020, la température moyenne annuelle observée sur la station météorologique de Météo-France la plus proche, « Roville », sur la commune de Roville-aux-Chênes à 9 km à vol d'oiseau, est de 10,3 °C et le cumul annuel moyen de précipitations est de 833,3 mm. 
La température maximale relevée sur cette station est de 40 °C, atteinte le 25 juillet 2019 ; la température minimale est de −24,5 °C, atteinte le 2 janvier 1971,,. 
Les paramètres climatiques de la commune ont été estimés pour le milieu du siècle (2041-2070) selon différents scénarios d'émission de gaz à effet de serre à partir des nouvelles projections climatiques de référence DRIAS-2020. Ils sont consultables sur un site dédié publié par Météo-France en novembre 2022.

## Urbanisme

### Typologie
Au 1er janvier 2024, Sainte-Barbe est catégorisée commune rurale à habitat dispersé, selon la nouvelle grille communale de densité à sept niveaux définie par l'Insee en 2022.
Elle est située hors unité urbaine. Par ailleurs la commune fait partie de l'aire d'attraction de Rambervillers, dont elle est une commune de la couronne,. Cette aire, qui regroupe 15 communes, est catégorisée dans les aires de moins de 50 000 habitants,.

### Occupation des sols
L'occupation des sols de la commune, telle qu'elle ressort de la base de données européenne d’occupation biophysique des sols Corine Land Cover (CLC), est marquée par l'importance des forêts et milieux semi-naturels (87,5 % en 2018), une proportion sensiblement équivalente à celle de 1990 (87,7 %). La répartition détaillée en 2018 est la suivante : 
forêts (84,4 %), terres arables (9,4 %), milieux à végétation arbustive et/ou herbacée (3,1 %), prairies (1,6 %), zones urbanisées (1,4 %). L'évolution de l’occupation des sols de la commune et de ses infrastructures peut être observée sur les différentes représentations cartographiques du territoire : la carte de Cassini (XVIIIe siècle), la carte d'état-major (1820-1866) et les cartes ou photos aériennes de l'IGN pour la période actuelle (1950 à aujourd'hui).

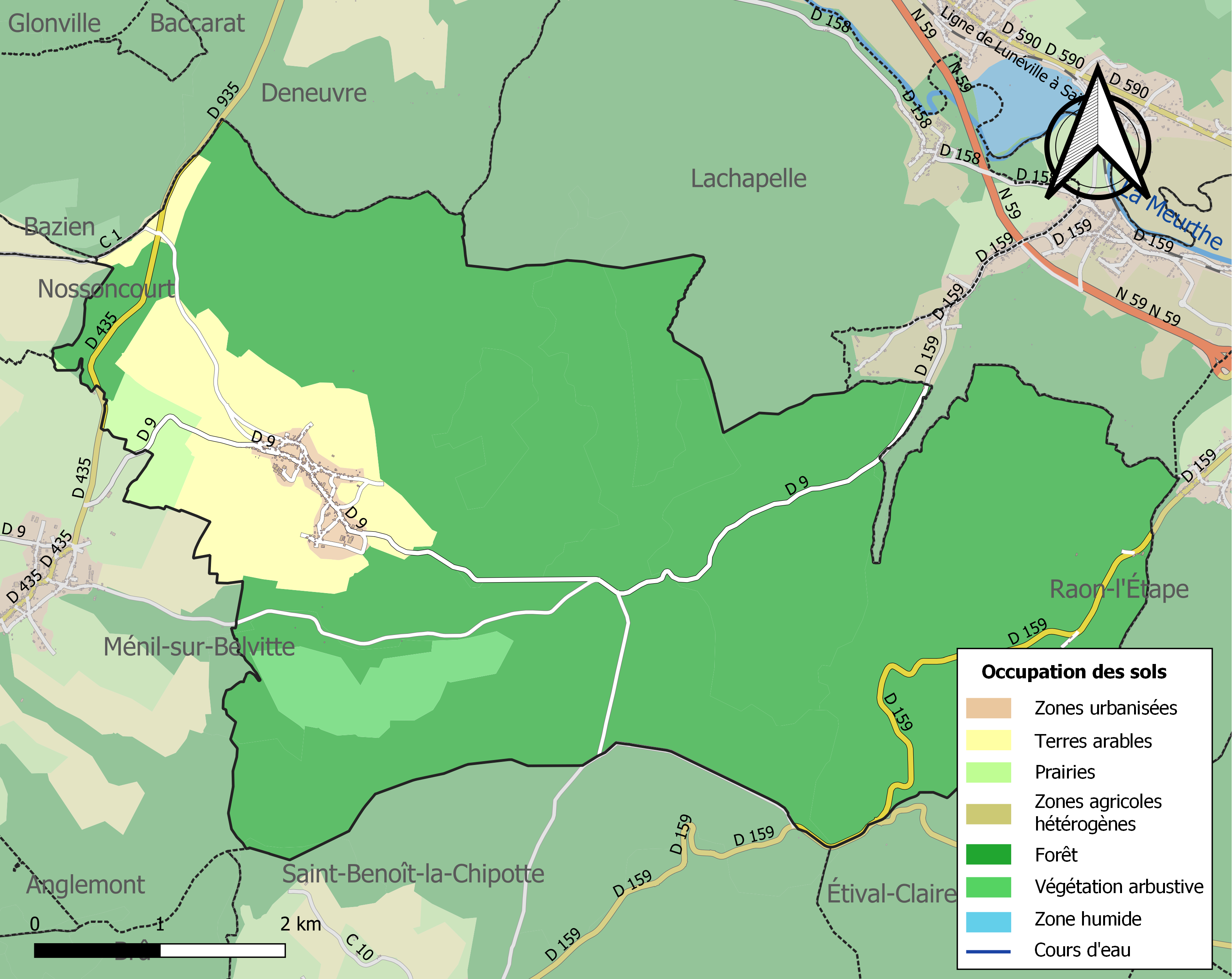
Carte des infrastructures et de l'occupation des sols de la commune en 2018 (CLC).

### Voies de communications et transports

#### Voies routières
- D435 vers Baccarat[21].
- D9 vers Thiaville-sur-Meurthe, Raon-l'Étape.
- D66 vers Épinal.

#### Transports en commun

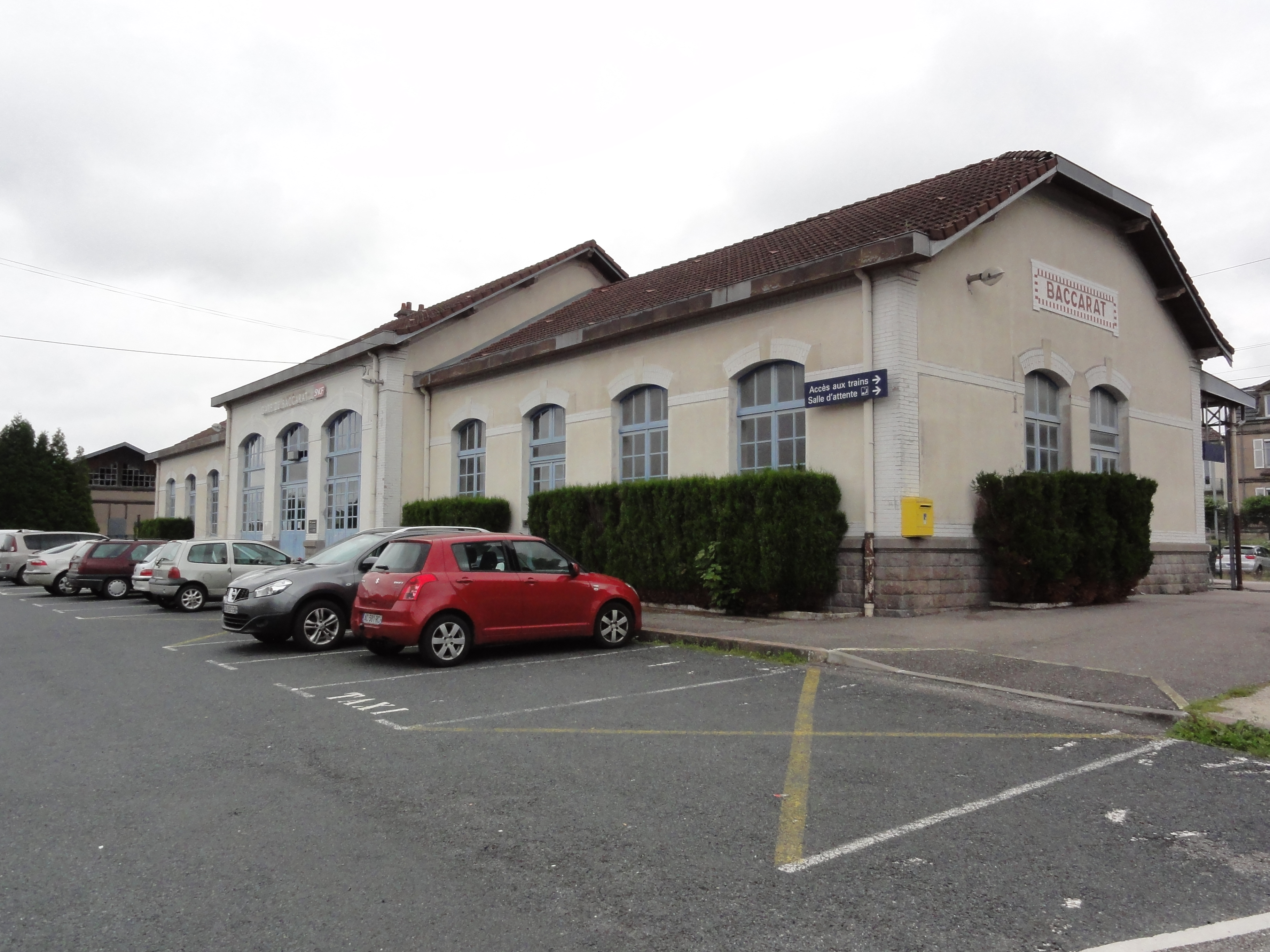
Gare de Baccarat.

- Fluo Grand Est.

#### Lignes SNCF
- Gare de Thiaville,
- Gare de Bertrichamps,
- Gare de Baccarat,
- Gare d'Étival-Clairefontaine,
- Gare de Saint-Michel-sur-Meurthe

#### Transports aériens
- L'Aéroport d'Épinal-Mirecourt « Vosges Aéroport ».

À partir de l'été 2021, l’aéroport d’Épinal-Mirecourt est devenu le "pélicandrome" de la Zone Est et servira ainsi de base de ravitaillement et d’intervention pour les avions bombardiers d’eau connus sous le nom de Dash 8.
- Aéroport de Nancy-Essey.

## Toponymie
Le nom de la localité est attesté sous les formes Saint Barbe (1396) ; Saincte Barbe (1404) ; Sancte Barbe (1490) ; Sancta Barbara (1768).

Sainte-Barbe est un hagiotoponyme qui fait référence à Barbe d'Héliopolis, l'église lui est dédiée.

## Histoire
Le village de Sainte-Barbe faisait partie de la commune de Nossoncourt, l’une des six mairies de la châtellenie de Rambervillers appartenant aux évêques de Metz. 
Le village fut de nombreuses fois détruits lors des deux conflits mondiaux de 1914-1918 et 1939-1945.
Au spirituel, la commune était annexe de la paroisse de Nossoncourt.
En août 1914, 105 maisons et l'église furent incendiées par les Allemands. La commune a été décorée le 30 août 1920 de la croix de guerre 1914-1918.

## Politique et administration

### Finances locales

#### Budget et fiscalité 2023

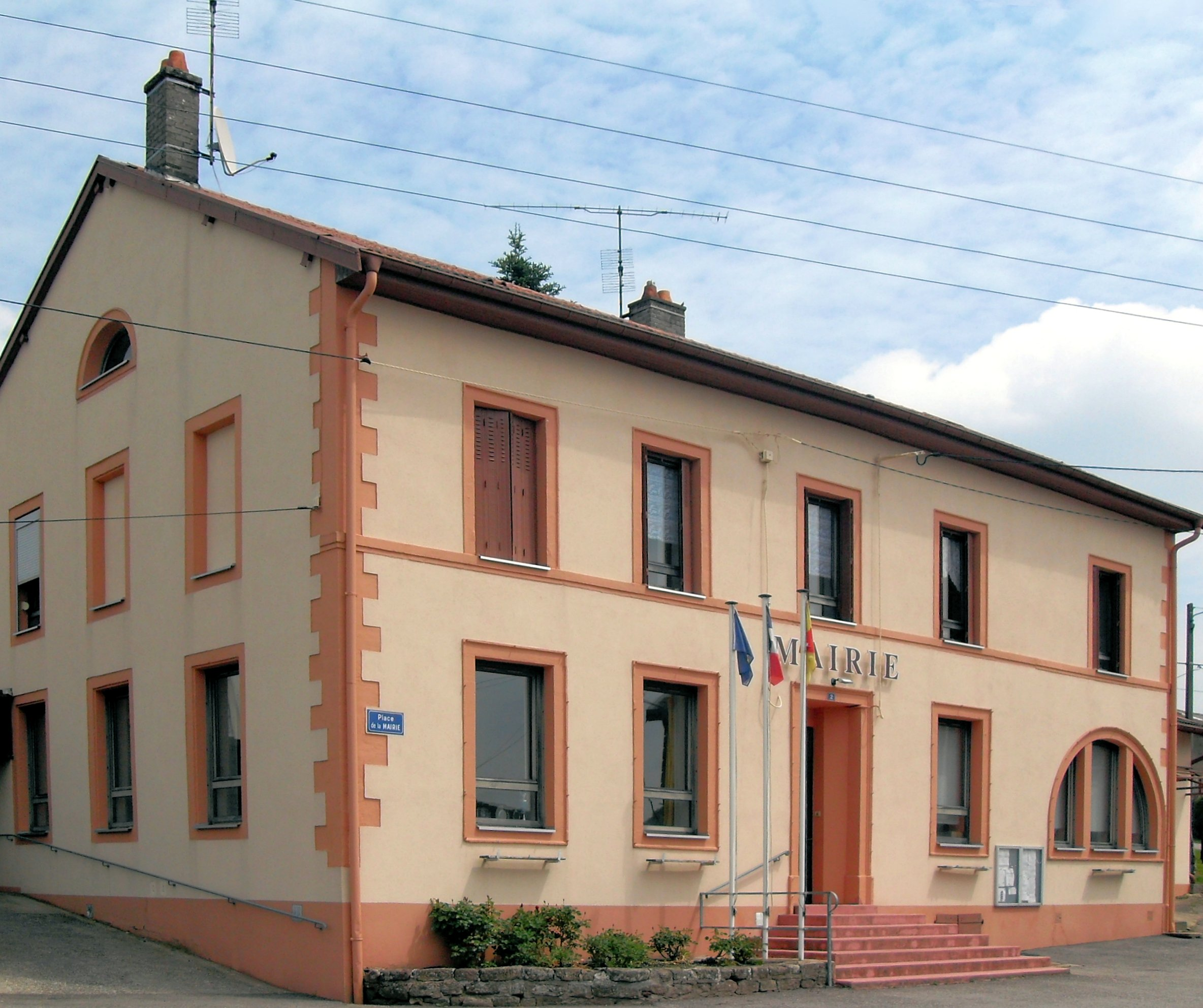
La mairie.

En 2023, le budget de la commune était constitué ainsi :
- total des produits de fonctionnement : 191 000 €, soit 698 € par habitant ;
- total des charges de fonctionnement : 161 000 €, soit 589 € par habitant ;
- total des ressources d'investissement : 2 000 €, soit 6 € par habitant ;
- total des emplois d'investissement : 1 000 €, soit 2 € par habitant ;
- endettement : 0 €, soit 1 € par habitant.

Avec les taux de fiscalité suivants :
- taxe d'habitation : 18,92 % ;
- taxe foncière sur les propriétés bâties : 31,94 % ;
- taxe foncière sur les propriétés non bâties : 19,02 % ;
- taxe additionnelle à la taxe foncière sur les propriétés non bâties : 0,00 % ;
- cotisation foncière des entreprises : 0,00 %.

Chiffres clés Revenus et pauvreté des ménages en 2021 : médiane en 2021 du revenu disponible, par unité de consommation : 20 360 €.

### Liste des maires
| Période                                  | Période   | Identité           | Étiquette | Qualité                        |
| ---------------------------------------- | --------- | ------------------ | --------- | ------------------------------ |
| Les données manquantes sont à compléter. |           |                    |           |                                |
| janvier 2000                             | mars 2014 | André Cherrier     |           |                                |
| mars 2014                                | En cours  | Christophe Lemesle | DVC       | Président de la 2C2R (2020 → ) |

## Démographie
L'évolution du nombre d'habitants est connue à travers les recensements de la population effectués dans la commune depuis 1793. Pour les communes de moins de 10 000 habitants, une enquête de recensement portant sur toute la population est réalisée tous les cinq ans, les populations de référence des années intermédiaires étant quant à elles estimées par interpolation ou extrapolation. Pour la commune, le premier recensement exhaustif entrant dans le cadre du nouveau dispositif a été réalisé en 2006.

En 2022, la commune comptait 268 habitants, en évolution de −4,63 % par rapport à 2016 (Vosges : −2,96 %, France hors Mayotte : +2,11 %).
| 1793 | 1800 | 1806 | 1821 | 1831 | 1836 | 1841 | 1846 | 1856 |
| ---- | ---- | ---- | ---- | ---- | ---- | ---- | ---- | ---- |
| 421  | 465  | 572  | 637  | 717  | 726  | 736  | 804  | 780  |

| 1861 | 1866 | 1876 | 1881 | 1886 | 1891 | 1896 | 1901 | 1906 |
| ---- | ---- | ---- | ---- | ---- | ---- | ---- | ---- | ---- |
| 755  | 763  | 734  | 722  | 667  | 627  | 599  | 577  | 669  |

| 1911 | 1921 | 1926 | 1931 | 1936 | 1946 | 1954 | 1962 | 1968 |
| ---- | ---- | ---- | ---- | ---- | ---- | ---- | ---- | ---- |
| 581  | 450  | 507  | 472  | 395  | 331  | 339  | 356  | 321  |

| 1975 | 1982 | 1990 | 1999 | 2006 | 2011 | 2016 | 2021 | 2022 |
| ---- | ---- | ---- | ---- | ---- | ---- | ---- | ---- | ---- |
| 292  | 267  | 251  | 251  | 281  | 277  | 281  | 269  | 268  |

## Culture locale et patrimoine

### Lieux et monuments

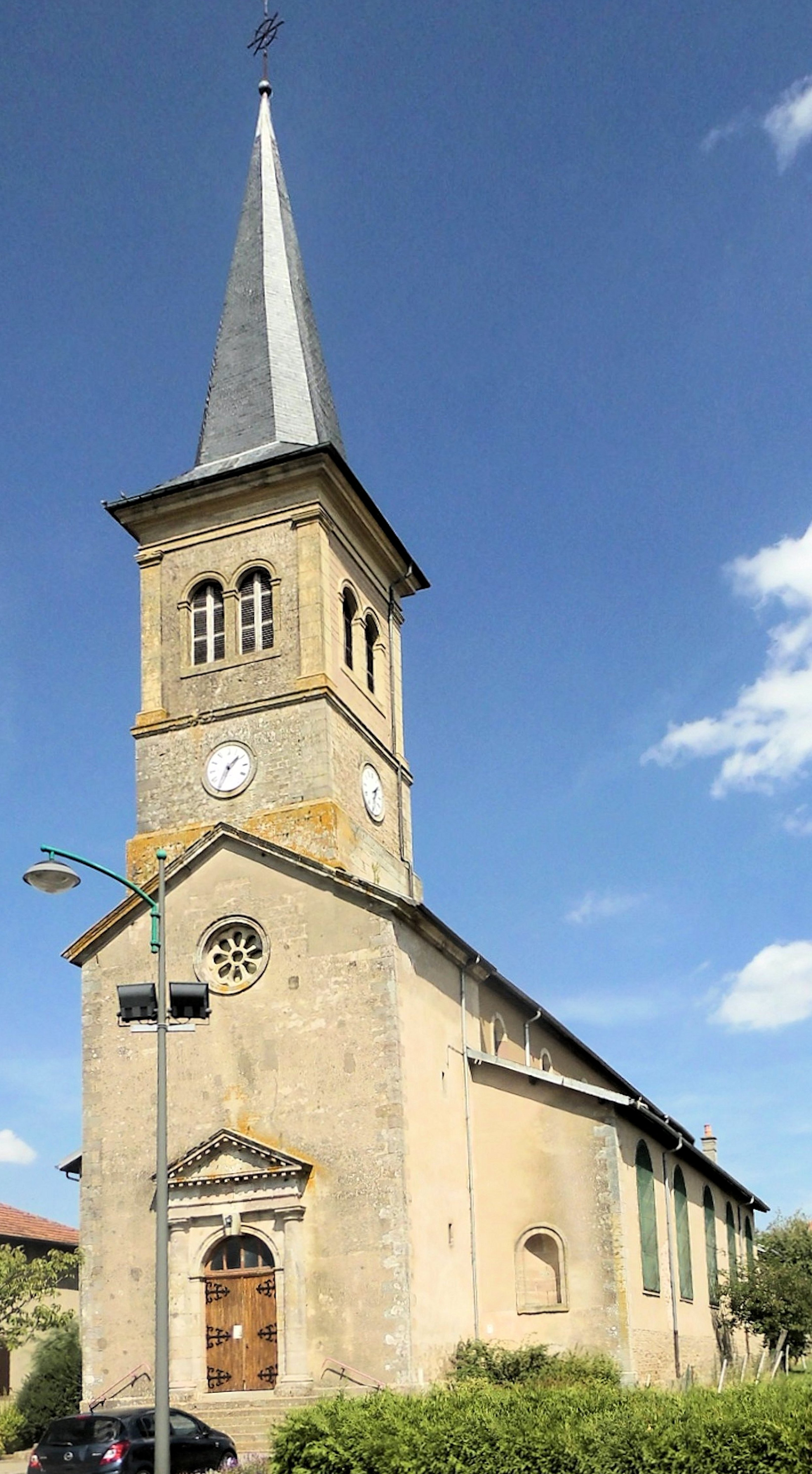
L'église Sainte-Barbe.
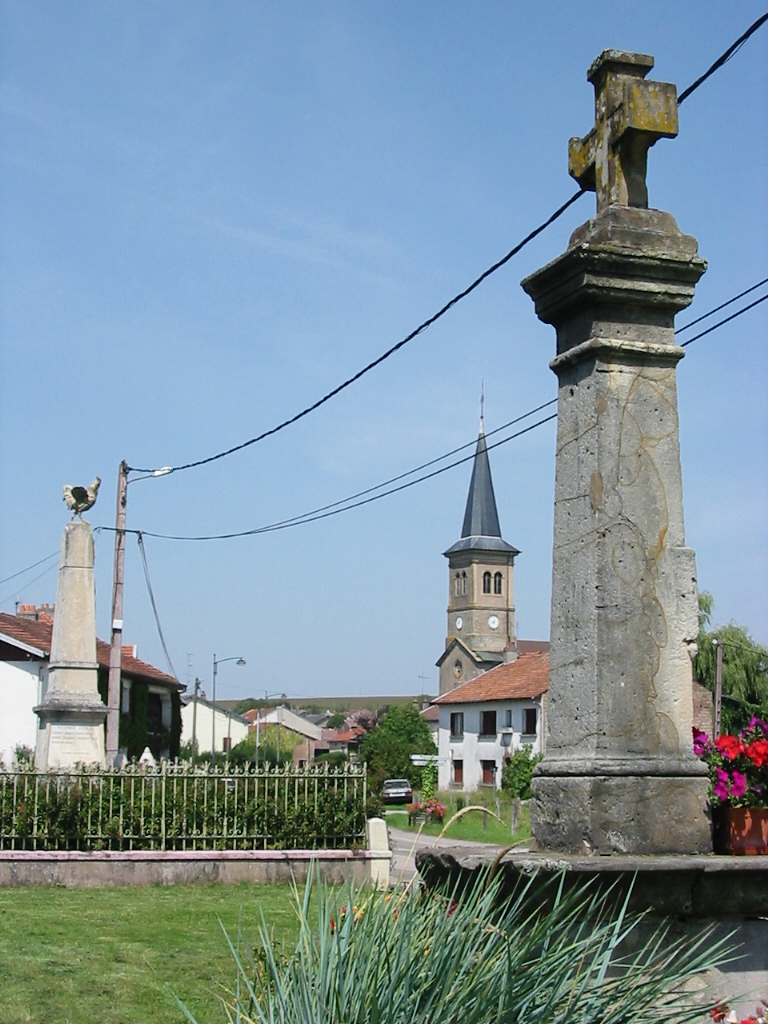
Croix, monument aux morts et l'église.

- L'église actuelle de Sainte-Barbe[34], construite à partir de 1848[35], remplace l'église romane primitive qui se trouvait dans un lieu-dit excentré de Sainte-Barbe, "le Bout du Dessus"[36].

Elle a du être reconstruite après avoir été incendiée par les Allemands lors de la Bataille de la Chipotte en août 1914.
Lors de la reconstruction de l'église à partir de 1927, des carreaux en grès flammés de Rambervillers sont insérés en cartouche sur le maître-autel et les fonts baptismaux. Les carreaux en forme d'algues insérés sur le maître-autel sont de l'artiste Jacques Gruber, qui a créé cette forme en 1905, d'après le catalogue commercial no 4 édité par la Société Anonyme des Produits Céramiques de Rambervillers.
Lors de cette reconstruction, les vitraux, aux couleurs éclatantes, ont été réalisés par les ateliers de Georges Janin, maître-verrier à Nancy. Les figures de la foi apparaissant sur ces vitraux sont évocatrices du contexte idéologique de l'entre-deux-guerres : Jeanne d'Arc et Thérèse de Lisieux incarnent respectivement l'union du patriotisme et de la foi, et la résistance face à la mort et la souffrance.
- Monuments commémoratifs :

Monument aux morts,.
Une rue honore le soldat Gi américain John Macedo,.
La Nécropole nationale du col de La Chipotte, réaménagée en 1919, a été agrandie en 1924 pour y regrouper les corps des soldats inhumés dans les cimetières de Sainte Barbe, de Ménil, du Bois de la Pêche, de la Forêt de Chaumont et d’Autrey et des communes environnantes.

### Personnalités liées à la commune
- Charles Louis Jules Marceloff, notaire[46].
- Médaillés de Sainte-Hélène[47].

### Héraldique
| Blason de Sainte-Barbe | Blason  | Taillé: au 1er de sinople à la tour d'or, ouverte du champ et ajourée de sable brochant sur une masse de mineur d'or posée en barre, au 2e de gueules au casque Adrian taré de profil d'or, brochant sur deux marteaux du même passés en sautoir; à la cotice en barre d'argent chargée de l'inscription « SAINTE-BARBE » de sable, brochant sur la partition. |
| Blason de Sainte-Barbe | Détails | |

## Pour approfondir